# Mazères-sur-Salat
Mazères-sur-Salat (em occitano:  Maseras de Salat) é uma comuna francesa na região administrativa da Occitânia, no departamento do Alto Garona. Estende-se por uma área de 6.68 km², com 623 habitantes, segundo o censo de 2018, com uma densidade de 93 hab/km².